# Game of Thrones/Staffel 8
Die achte und letzte Staffel von Game of Thrones erstreckt sich über sechs Episoden und wurde auf dem Sender Home Box Office (HBO) erstausgestrahlt. Wie in den beiden vorangehenden Staffeln wurde die Handlung dieser Staffel zum Zeitpunkt der Ausstrahlung noch nicht im Rahmen der Buchreihe Das Lied von Eis und Feuer von George R. R. Martin veröffentlicht.

## Handlung
| Nr. (ges.) | Nr. (St.) | Deutscher Titel                   | Originaltitel                  | Erstausstrahlung USA | Deutschsprachige Erstausstrahlung (D) | Regie                       | Drehbuch                    | Zuschauer (USA) | Länge  |
| --- | --------- | --------------------------------- | ------------------------------ | -------------------- | ------------------------------------- | --------------------------- | --------------------------- | --------------- | ------ |
| 68 | 1         | Winterfell                        | Winterfell                     | 14. Apr. 2019        | 15. Apr. 2019                         | David Nutter                | Dave Hill                   | 11,76 Mio.      | 54 min |
| Daenerys Tagaryen, Jon Schnee, Tyrion Lennister, Varys, Jorah Mormont und Gendry Baratheon durchqueren mit ihrer Armee Winterdorf, die kleine Ortschaft unmittelbar vor der Burg Winterfell. Arya Stark mischt sich unter die Schaulustigen am Straßenrand, wird aber von Jon nicht bemerkt. Daenerys ist enttäuscht darüber, dass ihr niemand im Volk zujubelt. Als Jon sie darüber aufklärt, dass die Nordmänner Fremden gegenüber sehr misstrauisch seien und sich erst an sie gewöhnen müssten, überfliegen, unter den angsterfüllten Blicken der Bewohner, auch Drogon und Rhaegal Winterfell. Sansa Stark umarmt Daenerys zur Begrüßung und heißt sie mit den Worten „Winterfell gehört euch, Euer Gnaden“ willkommen, lässt sie aber deutlich spüren, dass sie wegen ihrer Anwesenheit nicht glücklich ist. Bran Stark erinnert daran, dass keine Zeit mehr zu verlieren ist, da die Untoten die Mauer durchbrochen haben und der Nachtkönig den Drachen Viserion wiederbelebt hat. Als Reaktion darauf versammeln sich die nördlichen Lords und ihre Verbündeten zum Kriegsrat, misstrauen aber Daenerys und zweifeln an Tyrions Zusicherung, dass auch Cersei Lennister ihre Armee zur Verstärkung in den Norden entsenden wird. Während rund um Winterfell ein Heerlager errichtet wird, teilen die Anführer der Dothraki Daenerys mit, dass die Drachen seit ihrer Ankunft im Norden kaum gefressen haben. Jon und Daenerys suchen daraufhin den Futterplatz von Drogon und Rhaegal auf, wobei Daenerys mutmaßt, dass sie den Norden nicht mögen. Daenerys klettert auf Drogon und fordert Jon auf, Rhaegal zu besteigen, wobei er sich zunächst ungeschickt anstellt, was Daenerys sichtlich amüsiert. Beide brechen zu einem Rundflug auf und landen etwas später an einem malerischen Wasserfall, wo Daenerys bemerkt, dass sie 1000 Jahre dort bleiben könnten und niemand sie finden würde. Beide küssen sich leidenschaftlich, von den Drachen interessiert beäugt. Wieder zurück auf Winterfell sucht Daenerys – zusammen mit Jorah – Samwell Tarly in der Bibliothek auf, der dort in das Studium von Büchern vertieft ist. Nachdem die Königin von ihm erfährt, dass er einer von Randall Tarlys Söhnen ist, unterrichtet sie ihn davon, dass sein Vater und sein Bruder sich weigerten, am Schwarzwasser vor ihr das Knie zu beugen, und sie sie deshalb von Drogon verbrennen ließ. Samwell dankt Daenerys dennoch für ihre Offenheit und verlässt schwer erschüttert die Bibliothek. Auf den Hafenmauern von Königsmund beobachtet Cersei das Einlaufen der Eisernen Flotte, die die 20.000 Mann starke Goldene Kompanie an Bord hat. Qyburn überbringt ihr die Botschaft, dass der Nachtkönig in den Norden eingefallen ist, was sie mit Genugtuung zur Kenntnis nimmt. Euron Graufreud und Harry Strickland, der Kommandant der Söldnerarmee, machen Cersei im Thronsaal danach ihre Aufwartung. Strickland versichert, dass er und seine Männer sich darauf freuen, für sie zu kämpfen, er müsse ihr aber mitteilen, dass einige seiner Soldaten die Überfahrt nach Westeros nicht überlebt hätten und er auch die von der Eisernen Bank zugesagten Kriegselefanten nicht mitgebracht hat, da diese für eine so lange Seereise nicht geeignet seien. Die darüber sichtlich enttäuschte Cersei heißt ihn trotzdem in Königsmund willkommen. Euron bekräftigt erneut sein Interesse an Cersei und macht ihr eindeutige Avancen, die sie zunächst noch entschieden ablehnt, aber schlussendlich doch darauf eingeht und mit Euron schläft. Im Anschluss daran merkt sie an, dass er der arroganteste Mann sei, den sie jemals getroffen habe, sie aber daran Gefallen finde. Euron verlässt das Gemach, nachdem er ihr versichert hat, dass er ihr „einen Prinzen in den Bauch setzen“ werde. Qyburn sucht Bronn in einem Bordell auf, wo er gerade mit drei Frauen Sex hat. Bronn ist nicht erfreut, schickt aber die Frauen aus dem Raum. Qyburn beauftragt Bronn vom Schwarzwasser, Tyrion und Jaime für ihren Verrat an der Königin zu ermorden, und sagt, dass viel Gold auf einem Wagen vor dem Haus auf ihn warte. Er händigt ihm eine Armbrust aus – dieselbe Waffe, mit der Tyrion einst seinen Vater Tywin Lennister tötete. In der Nacht können Theon Graufreud und einige Getreue unbemerkt an Bord von Eurons Schiff gelangen, die Deckwache ausschalten und Asha Graufreud befreien, die in der Kapitänskajüte gefangengehalten wird. Wegen seiner Feigheit auf der Seereise nach Dorne stößt sie ihren Bruder mit dem Kopf zu Boden, hilft im anschließend aber wieder, aufzustehen. Asha beschließt nach kurzer Beratung, zu den Eiseninseln zu segeln, um diese wieder zurückzuerobern, damit Daenerys sich im Falle einer Niederlage dorthin zurückziehen kann. Theon hingegen möchte sich – als Wiedergutmachung für seine Taten – der Allianz in Winterfell anschließen, um den Norden im bevorstehenden Endkampf gegen die Untoten zu verteidigen. Asha stimmt dem zu. Jon wird in der Krypta von Winterfell von Samwell aufgesucht. Dieser ist verbittert darüber, dass Daenerys seinen Vater und seinen Bruder lebendig verbrennen ließ, und will von ihm wissen, ob er denn genauso gnadenlos gehandelt hätte. Jon entgegnet ihm, auch er habe schon Männer hinrichten lassen und dass ein König oder eine Königin in manchen Situationen sehr schwierige Entscheidungen treffen müsste. Daraufhin teilt Samwell Jon die Wahrheit über seine Herkunft mit und dass er als Aegon Targaryen, sechster seines Namens, der legitime Erbe des eisernen Throns ist. Der von dieser Nachricht erschütterte Jon kann nicht glauben, dass Ned Stark ihn die ganze Zeit darüber belogen hat. Samwell entgegnet, dass er ihn nur so davor bewahren konnte, von Robert Baratheon getötet zu werden. Unterdessen erreicht eine kleine Gruppe Wildlinge unter Tormund Riesentod und Beric Dondarrion, die der Zerstörung von Ostwacht entgangen sind, die Festung Letzter Herd und stößt dort auf Eddison Tollet und einige Überlebende der Nachtwache. Beim Durchsuchen der ansonsten menschenleeren Burg finden sie in der Halle, an der Wand hängend, Ned Umbers Leiche, inmitten eines Strahlenkreises aus abgehackten Gliedmaßen, eine unmissverständliche Botschaft des Nachtkönigs. Als Tormund und Edd daraufhin beschließen, sofort Richtung Winterfell weiterzuziehen, erwacht Umber als Wiedergänger, und Beric tötet ihn mit seinem Flammenschwert. Auf Winterfell kommt ein tief in seinen Mantel gehüllter Reiter an. Nachdem er seine Kapuze herabgenommen hat, gibt er sich als Jaime Lennister zu erkennen, der Königsmund verlassen hat, um sein Versprechen, für die Lebenden zu kämpfen, einzulösen. Er sieht Bran, der ihn, regungslos in seinem Rollstuhl sitzend, beobachtet. |           |                                   |                                |                      |                                       |                             |                             |                 |        |
| 69 | 2         | Ein Ritter der sieben Königslande | A Knight of the Seven Kingdoms | 21. Apr. 2019        | 22. Apr. 2019                         | David Nutter                | Bryan Cogman                | 10,29 Mio.      | 58 min |
| Jaime wird in der großen Halle vor Daenerys gebracht, wo er ihr berichtet, dass Cersei sie hintergangen habe und nie die Absicht hatte, ihre Armeen gen Norden zu schicken. Daenerys und Sansa misstrauen ihm, gestatten ihm jedoch zu bleiben, nachdem Brienne für ihn gebürgt hat. Daenerys’ Vertrauen in Tyrion wird erschüttert, da er es war, der sie dazu überredet hat, Cerseis Beteuerungen Glauben zu schenken. Voller Gewissensbisse sucht Jaime Bran im Götterhain auf. Er bittet ihn um Vergebung, dass er ihn einst vom Turm gestoßen und damit zum Krüppel gemacht hat. Der entgegnet ihm, dass dies nicht notwendig sei, da er ansonsten niemals zum Dreiäugigen Raben hätte werden können. Auf Jaimes erstaunte Frage, warum er niemandem davon erzählt habe, erklärt ihm Bran kühl, dass dies keinen Sinn gehabt hätte, da Jaime ansonsten bald ermordet worden wäre und er so in der kommenden Schlacht keine Hilfe gewesen wäre. Die Drachenkönigin sucht Sansa in der Bibliothek auf und versucht die Spannungen zwischen ihnen zu glätten. Sansa betont, dass der Norden sich selber befreit habe und vor niemanden mehr das Knie beugen werde. Die Unterredung führt nicht zu dem von Daenerys gewünschten Ergebnis, da sie auf Sansas Frage, wie denn der zukünftige Status des Nordens sei, wenn sie erst Herrscherin über die sieben Königslande ist, keine verbindliche Zusage machen will. Das Gespräch der beiden wird durch die Ankunft Theon Graufreuds unterbrochen, der von Sansa freudig begrüßt wird. Er gelobt ihr, von nun an bis zu seinem Tod für die Starks zu kämpfen. Auch Tormund, Beric und Edd treffen auf Umwegen in der Festung ein und informieren den Kriegsrat darüber, dass der Letzte Herd überrannt wurde, die Untoten wohl noch vor dem Morgengrauen Winterfell erreichen werden und diejenigen, die es nicht mehr lebend bis hierher schaffen, für den Nachtkönig kämpfen werden. Bran schlägt vor, sich während der Schlacht in den Götterhain zu begeben, um den Nachtkönig dorthin zu locken, da dieser es vor allem auf ihn, den Dreiäugigen Raben abgesehen habe, denn Brans Tod würde das Gedächtnis der Menschheit für immer auslöschen. Theon gelobt, dass er und die Eisenmänner ihn begleiten und bis zum letzten Mann verteidigen werden. Gendry stellt endlich die Waffe, die Arya bei ihm in Auftrag gegeben hat, fertig. Arya fragt ihn bei dieser Gelegenheit, weshalb Melisandre so großes Interesse an ihm hatte, woraufhin dieser ihr offenbart, dass er in Wahrheit ein Bastard von König Robert Baratheon ist. Kurz darauf schläft Arya mit Gendry, da sie fest damit rechnet, in der kommenden Schlacht zu sterben. Tyrion, Jaime, Davos, Brienne, Podrick und Tormund versammeln sich vor dem Kaminfeuer der großen Halle, philosophieren, singen und betrinken sich. Im Zuge dessen schlägt Jaime Brienne zum ersten weiblichen Ritter in Westeros. Daenerys findet Jon in der Krypta von Winterfell vor, wo er nachdenklich vor Lyanna Starks Grabmal steht. Jon klärt sie darüber auf, dass er in Wahrheit der leibliche Sohn von Lyanna Stark und Rhaegar Targaryen sei. Daenerys will das zunächst nicht glauben, begreift jedoch, dass Jon damit rechtmäßiger Erbe des Eisernen Thrones wäre. Die beiden werden schließlich durch ein Hornsignal unterbrochen und eilen nach draußen. |           |                                   |                                |                      |                                       |                             |                             |                 |        |
| 70 | 3         | Die Lange Nacht                   | The Long Night                 | 28. Apr. 2019        | 29. Apr. 2019                         | Miguel Sapochnik            | David Benioff & D. B. Weiss | 12,02 Mio.      | 82 min |
| Die Armee der Untoten ist vor den Mauern Winterfells angekommen. Zu ihrer Abwehr stehen die Dothraki unter Jorah Mormont und der Schattenwolf Geist bereit. Alle warten auf den Angriff der Untoten, als plötzlich eine einzelne Gestalt aus der Dunkelheit heranreitet. Es ist Melisandre aus Asshai, die Jorah bittet, dass seine Männer ihre Waffen heben sollen. Nach kurzem Zögern tut er, worum er gebeten wurde. Melisandre greift nach einem der Schwerter, spricht eine Beschwörung und alle Klingen entflammen. Melisandre reitet in die Burg ein, wo sich ihr Davos Seewert wütend entgegenstellt und droht, sie zu töten. Melisandre entgegnet ihm ungerührt, dass es keinen Grund dafür gebe, da sie noch vor dem Morgengrauen tot sein werde. Bran nimmt, begleitet von Theons Eisenmännern und Alys Karstark, seine Wartestellung im Götterhain ein, während Alte, Frauen, Kinder sowie Kampfuntaugliche sich in der Krypta einschließen. Die Dothraki, angeführt von Jorah und Geist, stürmen gegen die Armee der Untoten. In der undurchdringlichen Finsternis kann man nur erkennen, dass ihre flammenden Schwerter in kürzester Zeit erlöschen. Schon wenig später galoppieren unbemannte Pferde zurück, einige Krieger kommen zu Fuß angelaufen und auch Jorah erreicht wieder die Mauern der Burg. Die vernichtende Niederlage der Dothraki wird von Daenerys und Jon auf einem nahen Berg beobachtet. Sie besteigen daraufhin Drogon und Rhaegal, um den Abwehrkampf aus der Luft zu unterstützen. Dies wird jedoch durch einen plötzlich aufkommenden heftigen Schneesturm sowie den Nachtkönig, der sie auf dem Rücken des zum Eisdrachen gewordenen Viserion angreift, erheblich erschwert. Als die Wiedergänger sich unaufhaltsam Winterfell nähern, bringt Grauer Wurm seine Unbefleckten in Stellung. Diese werden bald von den Untoten heftig bedrängt. Während des nun anhebenden, erbitterten Kampfes fällt Edd, rettet Sam aber vorher noch das Leben. Brienne von Tarth und Jaime Lennister kämpfen Seite an Seite, werden aber ebenfalls immer mehr zurückgedrängt, bis Daenerys und Jon eingreifen und die Reihen der Untoten mit Drachenfeuer etwas ausdünnen können. Durch den starken Schneesturm können sie jedoch nicht sehen, was sich auf dem Schlachtfeld abspielt. Arya fordert Sansa auf, in die Krypta hinunterzusteigen, reicht ihr einen Drachenglasdolch und rät ihr, mit dem spitzen Ende zuzustechen. Die heftigen Kämpfe vor der Mauer dauern weiter an. Sansa erreicht die Krypta, und ihr ernster Gesichtsausdruck lässt Tyrion zu einem Weinschlauch greifen. Jorah, Brienne und ihre Männer können ihre Stellungen nicht mehr halten und flüchten sich in den Burghof, während die Unbefleckten ihren Rückzug decken. Mauern und Türme werden bemannt und Jaime gibt den Befehl, Brandpfeile auf die Untoten abzufeuern. Arya kann im Kampfgetümmel Sandor mit einem gezielten Bogenschuss gerade noch vor dem Tod bewahren. Als die Lage für die Unbefleckten immer prekärer wird, ordnet Grauer Wurm an, die Gräben anzuzünden, doch Daenerys kann im dichten Schneetreiben die Fackelsignale von Davos nicht ausmachen. Nun erscheint wiederum Melisandre, die – gedeckt von den Unbefleckten – bis zum Graben gelangt und abermals den Herrn des Lichts um Beistand anruft. Sie schafft es, den Graben im letzten Augenblick zum Brennen zu bringen. Die Untoten bleiben daraufhin regungslos stehen. In der Krypta beweist Varys Galgenhumor, indem er sagt, dass sie ja wenigstens schon mal hier seien. Tyrion möchte nach oben gehen und sich am Kampf beteiligen, doch Sansa hält ihn zurück, da dies sinnlos sei. Er würde sofort sterben und geistreiche Sprüche würden den Kämpfern oben auch nicht weiter helfen. Tyrion scherzt, dass sie vielleicht doch verheiratet hätten bleiben sollen. Sansa erwidert nur: „Du warst der Beste von allen.“ Doch es hätte nie mit den beiden geklappt, da er ja jetzt der Drachenkönigin treu sei. Missandei erinnert Sansa daran, dass sie ohne Daenerys schon alle tot wären. Im Götterhain bittet Theon Bran für seine Taten um Vergebung. Bran entgegnet, ihm sei längst vergeben und dass all seine Taten ihn hierher gebracht hätten – nach Hause. Anschließend wargt er sich in einen Raben, um den Aufenthaltsort des Nachtkönigs auszukundschaften. Der brennende Graben stellt nur kurz eine Hürde für die Untoten dar. Auf eine stumme Geste des Nachtkönigs hin beginnen sich einige von ihnen in den brennenden Graben zu werfen. Ihre Körper bilden bald mehrere Dämme über das Feuer und die übrigen Angreifer gelangen bis an die Burgmauer. Dort angelangt bilden sie nun Pyramiden aus ihren Körpern. Die an den Zinnen aufgestellten Verteidiger können sie nur kurz aufhalten. Bedingt durch ihre erdrückende Übermacht drängen sie bald an vielen Stellen über die Mauer. Das Haupttor wird von einem untoten Riesen mit einem einzigen mächtigen Schlag eingerissen. Lyanna Mormont wird dabei zu Boden geschleudert, rafft sich aber wieder auf und greift ihn todesmutig an. Dieser packt und zerdrückt sie langsam in seiner Faust, doch schafft sie es noch, ihm einen Drachenglasdolch ins Auge zu rammen und ihn zu töten. Die Masse der Untoten strömt nun ungehindert in die Burg. Die koordinierte Abwehr ist bald zusammengebrochen. Die Reihen der Verteidiger zersplittern in Einzelkämpfer oder kleine Gruppen, die den Eindringlingen jedoch weiter hartnäckig Widerstand leisten. Arya bekämpft die einfallenden Untoten zunächst noch auf der Mauer und tötet zahlreiche von ihnen. Sandor Clegane ist durch das Feuer in Schockstarre, aber als Beric Dondarrion ihm zeigt, wie tapfer sie kämpft, fasst er neuen Mut und überwindet seine Angst. Arya wird verletzt und flieht in das Innere der Festung, dort schafft sie es immer wieder, den überall umherstreifenden Untoten auszuweichen und einen von ihnen zu töten. Kurz danach erreicht sie die Bibliothek. Als sie meint, das Schlimmste überstanden zu haben, kommen zahlreiche Untote plötzlich aus zwei Richtungen auf sie zu gerannt. Beric und Sandor können ihr im letzten Moment zur Hilfe kommen. Beric erfüllt seine Bestimmung, indem er im Kampf fällt, um Aryas Flucht zu ermöglichen. Sandor und Arya retten sich in einen nur vom Kaminfeuer erleuchteten Raum, wo sie Melisandre antreffen. Diese sagt, dass der Herr des Lichts Beric nur für einen Grund zurückgebracht habe und dieser sei jetzt erfüllt. Arya erinnert sich nun wieder an Melisandre und ihre Prophezeiung, dass sie sich wiedersehen würden. Sie sagt, dass die rote Priesterin richtig lag, nämlich dass Arya viele Augen schließen würde. Melisandre nickt und entgegnet bedeutungsvoll: „Braune Augen, grüne Augen … und blaue Augen.“ Sie setzt fort: „Was sagen wir zu dem Gott des Todes?“ Arya erwidert entschlossen: „Nicht heute.“ Sie stürmt an Melisandre und Clegane vorbei, um sich wieder in den Kampf zu werfen. Daenerys und Jon haben mittlerweile den Nachtkönig gestellt und es kommt zur Konfrontation – Drache gegen Drache. Über den Wolken attackiert Rhaegal Viserion und kann ihm einige schwere Blessuren beibringen, muss den Kampf aber abbrechen, da er dabei selbst verletzt wird und landen muss. Der Nachtkönig und Jon werden im heftigen Kampfgetümmel abgeworfen. Daenerys kann den Nachtkönig wieder aufspüren und versucht, ihn zu verbrennen, doch auch konzentriertes Drachenfeuer zeigt bei ihm keinerlei Wirkung. Er zückt stattdessen seinen Eisspeer und schleudert ihn gegen Drogon, der aber ausweichen und unverletzt fliehen kann. In der Zwischenzeit hat sich Jon von hinten herangepirscht. Als der Nachtkönig ihn bemerkt, lässt er alle gefallene Kämpfer in der Umgebung wieder auferstehen, die sofort gegen Jon vorgehen. Daenerys gelingt es, die rund um Jon auferstandenen Untoten zu verbrennen, und macht so den Weg für ihn wieder frei. Dabei ist sie jedoch gezwungen, von Drogon abzuspringen, als dieser rasch wieder auffliegt, um die zahlreichen, sich an ihm festkrallenden Untoten abzuschütteln. Die nun völlig schutzlose Daenerys droht jetzt ebenfalls getötet zu werden, als plötzlich Jorah auftaucht und sie im letzten Augenblick vor den herandrängenden Untoten retten kann. Daenerys nimmt sich ebenfalls ein Schwert und kämpft an der Seite von Jorah verbissen gegen die Wiedergänger, bis dieser schließlich nach zahlreichen Verwundungen zu Boden sinkt. In der Krypta bemerkt Goldy zu ihrem Entsetzen, dass die dort bestatteten Starks aus ihren Gräbern kriechen und alsbald beginnen, die hilflosen Frauen, Greise und Kinder zu töten. Sansa und Tyrion finden hinter einem Grab Deckung. Tyrion küsst Sansas Hand und beide zücken ihre Dolche. Jon erreicht den Innenhof und sieht wie Brienne, Jaime, Grauer Wurm und die anderen Überlebenden verbissen gegen die Untoten kämpfen. Der Nachtkönig ist derweilen mit den weißen Wanderern auf dem Weg zum Götterhain. Jon nimmt erneut die Verfolgung auf, wird jedoch von Viserion gestoppt, der auf der Burgmauer gelandet ist und mit seinem Eisfeuer die Burg zerstört. Im Götterhain werden nun auch die Eisenmänner zunehmend von den Untoten bedrängt und verteidigen sich mit Brandpfeilsalven, während Bran sich immer noch im Wargzustand befindet. Nach und nach werden alle getötet, bis nur noch Theon am Leben ist. Als dieser seinen letzten Pfeil verschossen hat, stellen die Untoten den Kampf ein, da nun auch der Nachtkönig und die Weißen Wanderer die Szenerie betreten haben. Bran dankt ihm mit der knappen Bemerkung, er sei ein guter Mensch, für seine Tapferkeit. Seines nahen Todes gewiss stürmt Theon daraufhin mit einer Lanze auf den Nachtkönig zu. Der rammt sie ihm umgehend in den Leib, schreitet danach ungerührt auf den wartenden Bran zu und hält kurz inne. Er will seinen Eisspeer zücken, wird jedoch von Arya, die plötzlich hinter seinem Rücken auftaucht, angesprungen. Der Nachtkönig packt sie am Hals und hält mit der zweiten Hand ihre Hand mit dem Valyrierdolch fest. Arya lässt jedoch geistesgegenwärtig die Waffe in die freie Hand fallen und rammt sie dem Nachtkönig in den Unterleib. Er und die Weißen Wanderer zerspringen daraufhin zu kleinen Eiskristallen. Da damit auch deren Bann gebrochen ist, fallen im selben Augenblick alle Untoten und der Eisdrache, der sich gerade anschickt, Jon zu verbrennen, leblos zu Boden. Im Feuerschein des Schlachtfeldes trauert Daenerys tränenreich um den gefallenen Jorah Mormont. Drogon setzt neben den beiden auf und legt seine Flügel schützend über sie. Davos und Sandor beobachten, wie Melisandre Winterfell verlässt. Im Gehen nimmt sie ihre magische Kette und den roten Umhang ab. Sie altert daraufhin rapide, bricht zusammen und stirbt. |           |                                   |                                |                      |                                       |                             |                             |                 |        |
| 71 | 4         | Die Letzten der Starks            | The Last of the Starks         | 5. Mai 2019          | 6. Mai 2019                           | David Nutter                | David Benioff & D. B. Weiss | 11,80 Mio.      | 78 min |
| Nach dem knappen Sieg über die Untoten wendet sich Jon vor den Mauern Winterfells mit einer Rede an die Überlebenden der Schlacht. In einer feierlichen Zeremonie werden die Gefallenen der Langen Nacht verbrannt. Anschließend wird bei einem großen Bankett ausgelassen gefeiert. Daenerys ruft Gendry zu sich, offenbart den Anwesenden seine wahre Abstammung und erklärt ihn zum legitimen Sohn von König Robert. Gleichzeitig erhebt sie ihn zum Lord von Sturmkap, dem verwaisten Stammsitz des Hauses Baratheon. Gendry macht im Anschluss daran Arya einen Heiratsantrag, diese lehnt jedoch sein Ansinnen ab, da sie nie das Leben einer Lady führen könnte. Brienne, Tyrion und Jaime zelebrieren ein Trinkspiel, bei dem es darum geht, Dinge zu erraten, die die anderen noch nie gemacht haben. Als Tyrion die Hypothese aufstellt, Brienne sei noch Jungfrau, verlässt diese erschüttert die Runde. Jaime folgt ihr später auf ihr Zimmer und schläft mit ihr. Nach dem Bankett bittet Daenerys Jon inständig, niemandem seine wahre Abstammung zu offenbaren, da dies sie beide zerstören würde. Jon gelobt, sie niemals als die wahre Königin in Frage zu stellen, beharrt jedoch darauf, Sansa und Arya davon in Kenntnis zu setzen. Daraufhin verlässt Daenerys verbittert das Zimmer. Am nächsten Morgen kommt es zu einer Aussprache zwischen Jon und den Starks im Götterhain. Nachdem seine beiden Schwestern geschworen haben, das Geheimnis für sich zu behalten, lässt Jon seine wahre Identität durch Bran offenbaren. Schon wenig später erzählt Sansa jedoch Tyrion davon, der dies umgehend an Varys weitergibt. Im Kriegsrat verkündet Daenerys, dass sie Königsmund so bald wie möglich belagern wolle. Sansa wendet ein, dass die Soldaten noch zu erschöpft und deswegen noch nicht für einen neuen Feldzug bereit seien. Daenerys erinnert sie an den hohen Preis, den sie und ihre Armee für die Rettung des Nordens bezahlt haben. Man einigt sich darauf, die Unbefleckten mit der Flotte, gesichert durch Drogon und Rhaegal, direkt nach Drachenstein zu bringen, von wo aus der Vorstoß auf Königsmund erfolgen soll. Währenddessen soll Jon mit den Nordmännern auf dem Königsweg in den Süden marschieren. Bronn trifft in Winterfell ein und bedroht Jaime und Tyrion mit einer Armbrust. Er berichtet von Cerseis Tötungsauftrag, für dessen Vollzug ihm von ihr die Herrschaft über Burg Schnellwasser in Aussicht gestellt wurde. Er bietet ihnen aber an, davon abzusehen, sollten sie ihm ein lukrativeres Angebot unterbreiten. Tyrion bietet ihr Leben im Tausch gegen das Schloss Rosengarten und die Einkünfte der Weite. Jaime reitet im Anschluss, trotz Briennes verzweifelter Bitte, bei ihr zu bleiben, zurück nach Königsmund, um seiner Schwester beizustehen. Jon gibt seinen Schattenwolf Geist in die Obhut Tormunds, der mit den Wildlingen wieder in ihre alte Heimat im hohen Norden zurückkehren will. Er verabschiedet sich auch von Sam und der wieder schwangeren Goldy. Arya schließt sich dem Bluthund an und reitet ebenfalls gen Süden, da sie nicht mehr hierher zurückkehren will. Die Flotte der Tagaryenkönigin erreicht ohne Zwischenfälle die Bucht von Drachenstein und geht dort vor Anker. Daenerys gleitet mit ihren beiden Drachen in großer Höhe über das Wasser, als plötzlich wie aus dem Nichts große lanzenartige Geschosse auf sie zurasen. Sie werden von Eurons Flotte abgefeuert, der dazu jedes seiner Schiffe mit einem überschweren Torsionsgeschütz bestückt hat. Rhaegal wird von mehreren dieser Geschosse durchbohrt und fällt tödlich getroffen ins Meer. Daenerys stürzt sich in rasender Wut mit Drogon auf Eurons Schiffe, muss aber aufgrund des zu dichten Abwehrfeuers wieder abdrehen, um ihren letzten Drachen zu retten. Eurons Flotte beschießt nun die Schiffe. Die Geschosse durchschlagen die Bordwände und Aufbauten der Schiffe und versenken diese. Missandei wird von Grauer Wurm in ein Beiboot gesetzt, aber später von Eurons Eisenmännern gefangen genommen. Grauer Wurm, Varys und Tyrion können sich nur mit knapper Not schwimmend an Land retten. Euron berichtet Cersei von seinem Sieg über die gegnerische Flotte, woraufhin diese ihm erklärt, dass sie schwanger mit seinem Kind sei. Der Krake werde nun über das Meer und der Löwe über das Land, in Zukunft werde aber ihr gemeinsames Kind über beides herrschen. Cersei lässt für die Bürger Königsmunds den Roten Bergfried öffnen, um zu verhindern, dass Daenerys diesen mit ihren Drachen niederbrennt, und verhöhnt Missandei, die ihr in Ketten vorgeführt worden ist. Daenerys, wegen des Verlusts ihres zweiten Drachens aufgebracht, möchte ganz Königsmund in Schutt und Asche legen. Varys und Tyrion können sie jedoch dazu überreden, vorher noch einmal zu versuchen, mit Cersei über eine Kapitulation zu verhandeln, um damit ein Massaker zu verhindern und dem Volk ihren guten Willen zu demonstrieren. Tyrion und Varys diskutieren angesichts der neuesten Entwicklungen über den legitimen Anspruch von Daenerys auf den Eisernen Thron. Varys gibt zu bedenken, dass schon zu viele von den genaueren Umständen um Jons Geburt wissen. Außerdem stellt er ernsthaft die Eignung der für ihn zu sprunghaften Königin in Frage, zumal der Norden niemals eine Heirat der beiden zu eng miteinander verwandten Targaryens billigen würde und sie noch dazu eine Frau sei. Er hält vielmehr Jon wegen seines milden und ausgleichenden Wesens für den besseren Herrscher, der als Mann vom Volk auch leichter angenommen werden würde. Tyrion glaubt jedoch weiter an Daenerys und bittet Varys inständig, keinen Verrat an ihr zu begehen. Dieser erklärt, vor allem auf der Seite des Reiches und damit des Volkes zu stehen; er habe schon zu vielen Tyrannen gedient. Daenerys erscheint mit Tyrion, Varys und einigen wenigen Unbefleckten vor der Stadtmauer von Königsmund. Auf jedem der Türme der Stadtmauer ist ein Torsionsgeschütz aufgebaut. Es werden vor den Mauern Verhandlungen von Tyrion und Qyburn geführt, die sich auf halbem Weg zwischen der Mauer und den Unbefleckten treffen. Beide Seiten verlangen jeweils die bedingungslose Kapitulation der anderen, was entschieden abgelehnt wird. Als zusätzliches Druckmittel lässt Cersei auch Missandei auf die Mauer stellen und droht, sie zu töten, falls Daenerys nicht die Waffen niederlege. Tyrion wagt sich unter Einsatz seines Lebens bis ans Stadttor, appelliert an Cerseis Menschlichkeit und die Verantwortung für ihr Kind und bittet sie noch einmal, ihre Herrschaft freiwillig abzugeben, um eine Katastrophe zu verhindern. Cersei, unbeeindruckt von der Rede ihres Bruders, gewährt Missandei noch ein paar letzte Worte. Diese bekennt sich mit dem Ausruf „Dracarys“ – dem Befehl zum Feuerspeien – zur Drachenkönigin. Auf ein Zeichen der Lennisterkönigin wird sie daraufhin von Gregor Clegane mit einem Schwertstreich geköpft, und ihr Leichnam stürzt von der Stadtmauer, was Grauer Wurm zutiefst erschüttert und Daenerys nun noch entschlossener auf Rache sinnen lässt. |           |                                   |                                |                      |                                       |                             |                             |                 |        |
| 72 | 5         | Die Glocken                       | The Bells                      | 12. Mai 2019         | 13. Mai 2019                          | Miguel Sapochnik            | David Benioff & D. B. Weiss | 12,48 Mio.      | 80 min |
| Varys versucht, Jon zu überreden, seinen Anspruch auf den Eisernen Thron geltend zu machen, doch dieser weigert sich, da er vor Daenerys das Knie gebeugt hat. Tyrion informiert die durch Trauer und Wut verbitterte Drachenkönigin, dass Varys die Wahrheit über Jons Herkunft weiterverbreitet hat. Sie lässt diesen daraufhin von Drogon verbrennen. In einer Aussprache mit Jon gesteht Daenerys ihm später ein, dass sie – im Gegensatz zu ihm – von den Westerosi niemals so wie er geliebt, sondern von ihnen nur gefürchtet werden würde. Auf ihre Frage, ob er in ihr nur die Herrscherin sehe (Anspielung auf die Tante-Neffe-Beziehung), antwortet Jon ausweichend. Sie nimmt dies desillusioniert mit den Worten „Dann soll die Angst regieren“ zur Kenntnis. Daenerys verkündet im Kriegsrat ihre Absicht, Königsmund sofort nach Tagesanbruch anzugreifen, sollte Cersei nicht kapitulieren. Sandor Clegane und Arya Stark erreichen in der Dunkelheit das Heerlager der Nordmänner vor Königsmund. Arya erklärt der Wache, die sie zunächst nicht passieren lassen will, dass sie hier sei, um Cersei zu töten. Jaime Lennister wurde von Daenerys’ Truppen bei dem Versuch, nach Königsmund zu gelangen, gefangen genommen. Tyrion befreit ihn, um seine Schwester zu überreden, endlich die Krone abzulegen und als Zeichen der Kapitulation alle Glocken läuten zu lassen. Ebenso arrangiert er ein Fluchtboot, damit Jaime und Cersei nach Pentos fliehen können, um dort ein neues Leben zu beginnen. Am Morgen des folgenden Tages stellen sich beide Armeen in Schlachtordnung auf. Jaime, Arya und Sandor gelangen unerkannt mit dem Flüchtlingsstrom in die Stadt, letztere beiden auch noch in den Roten Bergfried, bevor seine Tore geschlossen werden. Aus den Wolken heraus stürzt sich Daenerys mit Drogon auf die in der Schwarzwasserbucht ankernde Eiserne Flotte, unterfliegt das Abwehrfeuer der Skorpione und setzt innerhalb kurzer Zeit alle Schiffe in Brand. Euron entkommt knapp dem Feuersturm. Danach greift Daenerys die auf der Stadtmauer am Hafen aufgestellten Geschütze an. Die Truppen vor der Stadt hören Explosionen, die näher kommen. Harry Strickland und Soldaten der Goldenen Kompanie wenden sich in Richtung Haupttor um, als dieses mit der umgebenden Mauer explodiert. Viele der vor der Stadt angetretenen Soldaten der Goldenen Kompanie werden dabei getötet. Daraufhin stürmen die Verbündeten unter Führung von Jon Schnee, Grauer Wurm und Davos Seewert die Stadt. Der Anführer der Söldnerarmee, Harry Strickland, bleibt zwar von der Explosion verschont, wird jedoch auf der Flucht in die Stadt von Grauer Wurm mit einem Speerwurf getötet. Cersei, die die Schlacht mit steinerner Miene vom Roten Bergfried aus beobachtet, wird durch Qyburn die Nachricht überbracht, dass die Eiserne Flotte in Flammen steht, sämtliche Skorpione zerstört sind und das Tor durchbrochen wurde. Dennoch will sie nicht weichen. Als Daenerys mit Drogon auf einem Turm über einer Straße landet, in der sich die Soldaten beider Parteien kampfbereit gegenüberstehen, ergeben sich die völlig demoralisierten Lennister-Truppen. Kurz danach beginnen sämtliche Glocken der Stadt zu läuten. Obwohl Daenerys klar ist, dass damit der Kampf um Königsmund zu ihren Gunsten entschieden ist, beginnt sie dennoch, mit Drogon die ganze Stadt systematisch niederzubrennen. Trotz Jons Versuch, sie zurückzuhalten, schlachten Unbefleckte, Nordmänner und Dothraki jeden Lennister-Soldaten ab, dessen sie habhaft werden können. Auch unter der Zivilbevölkerung richten sie ein entsetzliches Blutbad an. Cersei möchte weiter im Roten Bergfried ausharren, wird aber von Qyburn überredet, sich an einen sichereren Ort zu begeben. Währenddessen breitet sich das Feuer rasch aus, da nun auch die überall in der Stadt eingelagerten Seefeuervorräte explodieren. Vor dem Geheimgang zur Roten Festung tötet Jaime in einem erbitterten Kampf Euron Graufreud, wird dabei aber selbst schwer verletzt. Sandor überredet Arya, angesichts des von Drogon entfachten Feuersturms darauf zu verzichten, Cersei zu töten, und stattdessen die Stadt zu verlassen. Er selbst betritt mit der festen Absicht, seinen verhassten Bruder Gregor „den Berg“, Leibwächter von Cersei, zu töten, alleine den zerstörten Bergfried und trifft dort alsbald auf Cersei und ihre letzten Getreuen. Gregor stellt sich dem Kampf mit Sandor und tötet Qyburn, als dieser ihn anweist, an der Seite der Königin zu bleiben. Als Sandor den Rest der Leibwache nach einem kurzen Gefecht ausgeschaltet hat, lässt er Cersei passieren, um den finalen Schwertkampf mit seinem Bruder zu suchen. Dieser zeigt jedoch eine übernatürliche Lebenskraft, als er Sandors Dolch, den er in seinen Kopf gestoßen hat, ungerührt aus seinem Auge zieht und weiterkämpfen will. Sandor wirft sich daraufhin mit letzter Verzweiflung auf seinen Bruder, beide stürzen zusammen ins Feuermeer am Fuße des Bergfrieds. Auf ihrem Weg durch die Trümmer des Palastes begegnet Cersei schließlich Jaime, der mit ihr hinunter ins Verlies flieht. Ihr Versuch, von dort aus der untergehenden Stadt zu entkommen, scheitert jedoch, da der Ausgang zum Strand verschüttet wurde. Sie sterben gemeinsam, als das Gewölbe über ihnen einstürzt. Als Jon und Davos sehen, dass Daenerys in ihrer Raserei auf niemanden in der Stadt Rücksicht nimmt, geben sie ihren Truppen den Befehl zum Rückzug und versuchen, noch so viele Überlebende wie möglich zu retten. Die nur knapp aus der Apokalypse entkommene Arya erwacht nach langer Bewusstlosigkeit inmitten der rauchenden Trümmer und sieht in unmittelbarer Nähe ein mit Blut beflecktes weißes Pferd, mit dem sie aus der zerstörten Stadt reitet. |           |                                   |                                |                      |                                       |                             |                             |                 |        |
| 73 | 6         | Der Eiserne Thron                 | The Iron Throne                | 19. Mai 2019         | 20. Mai 2019                          | David Benioff & D. B. Weiss | David Benioff & D. B. Weiss | 13,61 Mio.      | 80 min |
| Jon Schnee, Davos Seewert und Tyrion Lennister streifen durch die Ruinen und Leichenberge von Königsmund und begutachten fassungslos die Zerstörungen, die Daenerys und Drogon angerichtet haben. Tyrion geht alleine zum Roten Bergfried weiter, wo er schließlich, unter dem Schutt des Verlieses begraben, seine beiden toten Geschwister Jaime und Cersei findet. Jon und Davos stellen Grauer Wurm zur Rede, der auf Befehl der Drachenkönigin gefangene Lennister-Soldaten hinrichtet, da sie freiwillig Cersei gedient haben. Die triumphierende Daenerys hält in der Ruine des Bergfrieds vor den Unbefleckten und Dothraki eine mitreißende Rede, ernennt Grauer Wurm zu ihrem Meister des Krieges und verkündet, dass der Kampf noch nicht zu Ende sei und sie nun die Absicht habe, nicht allein Westeros, sondern die ganze Welt vom Rad der Unterdrückung zu befreien. Zu Jons Entsetzen wird ihm klar, dass sie damit auch gegen den Norden vorgehen wird. Tyrion tritt aus Protest gegen diese neue Doktrin ihrer Herrschaft öffentlich als Daenerys’ Hand zurück und wird als Verräter eingekerkert. Sowohl Arya als auch Tyrion erinnern Jon daran, dass Daenerys mittlerweile mehr Menschen umgebracht habe als der irre König und Cersei zusammengenommen, das Schicksal von ganz Westeros liege nun allein in seinen Händen, da nur er sie jetzt noch aufhalten könne. Daenerys sucht währenddessen den zerstörten Thronsaal auf, nur der Eiserne Thron ist noch unversehrt. Sie bleibt auf den Stufen stehen und verweilt ergriffen vor ihm. Jon kommt hinzu und stellt sie wegen der sinnlosen Zerstörungen und Tyrions Gefangennahme zur Rede. Daenerys entgegnet, dass dies notwendig gewesen sei, da man sich nicht hinter der Barmherzigkeit verstecken könne, und sie nun beide gemeinsam die Welt zu einem besseren Ort machen werden. Er nimmt sie in den Arm, küsst sie und sticht ihr seinen Dolch ins Herz. Drogon spürt instinktiv den Tod der Drachenmutter und setzt neben Jon auf. Er verschont ihn nach kurzem Zögern, schmilzt stattdessen mit mächtigen Feuerstößen den Eisernen Thron ein und fliegt mit Daenerys’ Leiche in den Klauen davon. Die Oberhäupter der großen Häuser Arryn, Stark, Tully, Graufreud, Baratheon, Martell, Tarly, Royce und Tarth treffen mit dem in Ketten gelegten Tyrion und Grauer Wurm in der Drachengrube zusammen, um zu entscheiden, was mit Jon geschehen soll. Grauer Wurm will Jon und Tyrion wegen des gewaltsamen Todes der Drachenkönigin hinrichten lassen. Man bietet ihm und seinen Männern als Kompensation Siedlungsland in der Weite an, was dieser mit den Worten „Wir wollen keine Belohnung, sondern Gerechtigkeit!“ entschieden ablehnt und die Anwesenden auffordert, stattdessen einen König zu bestimmen, der ein Urteil über die beiden fällen kann, da das Verbrechen in Westeros begangen wurde. Tyrion schlägt vor, dass zukünftig die Könige nicht nach ihrer Abstammungslinie, sondern durch eine Wahl der großen Adelshäuser inthronisiert werden sollten. Er favorisiert Bran Stark als neuen Herrscher, da dieser in seiner Eigenschaft als Dreiäugiger Rabe die Vergangenheit der Sieben Königslande am besten kennt und die Menschen vor allem durch ihre gemeinsamen Geschichten vereint werden. Tyrions Vorschlag wird schließlich nach kurzer Debatte von allen anerkannt. Bran ernennt ihn als Bestrafung zu seiner Hand, um ihm für den Rest seines Lebens die Gelegenheit zu geben, seine in der Vergangenheit begangenen Fehler wiedergutzumachen. Der Norden scheidet aus dem Reichsverband aus und wird wieder unabhängig. Bran der Gebrochene wird als Erster seines Namens einstimmig zum neuen Herrscher über die Sechs Königslande ausgerufen. Jon muss sich, als Sühne für den Mord an Daenerys, wieder der Nachtwache anschließen. Grauer Wurm gibt sich mit diesen Entscheidungen zufrieden. Jon verabschiedet sich im Hafen von den Starks. Auf einem Schiff im Hafen befindet sich Grauer Wurm, um mit den Unbefleckten und den Dothraki zur Insel Naath zu segeln. Tyrion beruft wieder den Kleinen Rat ein, der sich nun aus Davos Seewert als Meister der Schiffe, Samwell Tarly als Großmaester, Bronn vom Schwarzwasser und Rosengarten als Meister der Münze, der nun auch Herr über die Ländereien der Weite (ehemals Haus Tyrell) ist, und Brienne von Tarth als Lordkommandantin der Königsgarde zusammensetzt. Als persönlicher Leibwächter des Königs fungiert Podrick Payne. Samwell legt dem Rat zunächst das jüngste Geschichtswerk der Zitadelle, „Das Lied von Eis und Feuer“, vor. Auch der neue König sucht den Rat auf und erkundigt sich nach dem aktuellen Aufenthaltsort von Drogon. Da dieser allen Anwesenden unbekannt ist, begibt er sich mittels seiner Wargfähigkeiten auf die Suche nach dem verschollenen Drachen. Die Ratsmitglieder beginnen mit ihrer Arbeit. Davos fordert Geld von Bronn zum Wiederaufbau der zerstörten Flotte. Tyrion will Geld zum Bau einer Kanalisation wegen der positiven Effekte für die Gesundheit. Bronn schlägt vor, zuerst den Wiederaufbau der zerstörten Bordelle zu fördern. Nach einer Diskussion wird beschlossen, doch zuerst Geld für die Flotte auszugeben. Brienne vervollständigt in ihrer neuen Funktion als Lordkommandantin den unfertigen Eintrag über den verstorbenen Jaime Lennister im „Buch der Brüder“, das allen Rittern gedenkt, die jemals in der Königsgarde dienten, und schreibt ihm einen wahrheitsgetreuen und gerechten Nachruf. Arya will nicht mit Sansa in den Norden zurückkehren. Sie beschließt, ein Schiff zu besteigen und die unbekannten Lande westlich von Westeros zu erkunden. Jon erreicht die Schwarze Festung, durchquert zusammen mit Geist, Tormund Riesentod und dem freien Volk das Schwarze Tor und verschwindet mit ihnen in den Wäldern nördlich der Mauer. Sansa Stark wird in Winterfell von ihren Bannerträgern zur Königin des Nordens ausgerufen und besteigt den Wolfsthron. |           |                                   |                                |                      |                                       |                             |                             |                 |        |

## Hintergrund
Die Dreharbeiten begannen am 23. Oktober 2017 und wurden im Juli 2018 abgeschlossen.
Die Staffel ist, wie die siebte, kürzer als die bisherigen Staffeln. Von den sechs Episoden der achten Staffel sind die letzten vier jeweils über eine Stunde lang.

## Rezeption
Die Handlung der finalen 8. Staffel und insbesondere des Serienfinales wurden in Rezensionen und vom Publikum vergleichsweise sehr negativ bewertet. So wurde etwa eine Petition gestartet, welche eine Neuverfilmung mit „kompetenten Schriftstellern“ fordert und über 1,6 Millionen Unterschriften erreichte.
Bei Metacritic bekam die achte Staffel auf der Grundlage von zwölf Rezensionen einen Wert von 74 %, was darauf hindeutet, dass die Bewertungen im Allgemeinen positiv waren. Bei Rotten Tomatoes bekam die Staffel auf der Grundlage von zehn Rezensionen in Medien einen Wert 58 %, bei der Publikumswertung von 12.241 Personen sogar nur auf 33 %. Damit wurde die Staffel mit Rotten, also verfault, bewertet. Es ist die am niedrigsten bewertete Staffel der Serie auf der Website und die einzige mit der Bewertung Rotten. Bei der Internet Movie Database erreichten die letzten drei Folgen Wertungen von 5,5 (The Last of the Starks), 5,9 (The Bells) und 4,0 (The Iron Throne) bei einem Durchschnittswert aller Staffeln von 9,4.
Kritisiert wurde vor allem das unbefriedigende Ende des Handlungsstrangs der Weißen Wanderer, nicht nachvollziehbare bzw. überstürzte Charakterentwicklungen, fehlende Logik und Handlungslöcher sowie generell zu wenig Zeit für eine vernünftige Erzählung der Geschichte. Gelobt wurden insbesondere die schauspielerischen Leistungen, die Regiearbeit sowie die Musik.